# Mark Keller (Schauspieler)

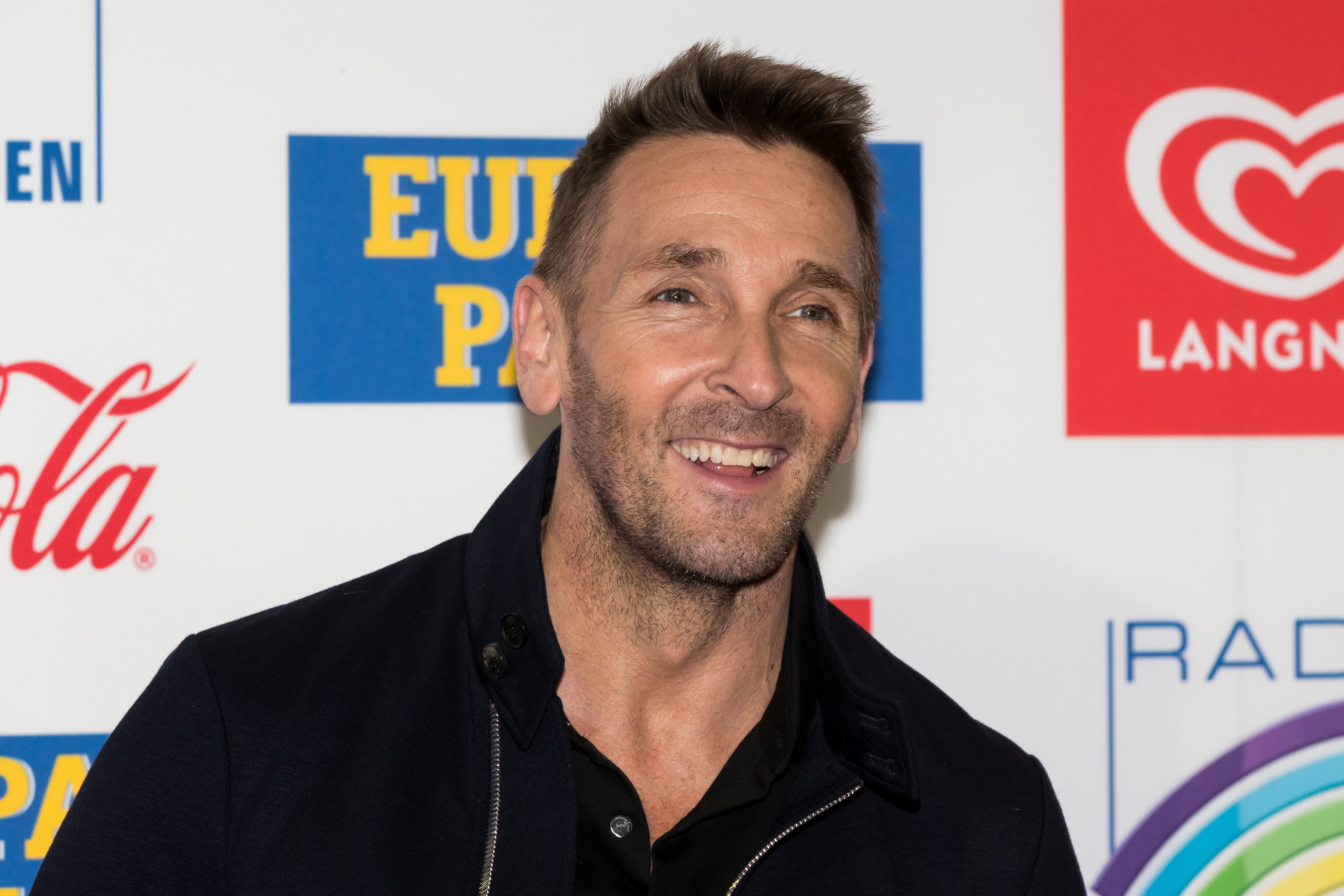
Mark Keller (2018)

Mark Keller (* 5. Mai 1965 in Überlingen als Marko Keller) ist ein deutscher Schauspieler und Sänger.

## Leben

### Werdegang
Mark Kellers Mutter starb, als er im Kleinkindalter war. Er wuchs mit seiner Halbschwester mütterlicherseits bei seiner Großmutter auf. Diese starb 1989 kurz nach Kellers Auftritt in der Rudi Carrell Show und erlebte seine Fernsehkarriere nicht mehr. Keller absolvierte zunächst eine Ausbildung zum Kfz-Mechaniker, dann studierte er von 1985 bis 1987 drei Semester an der Freiburger Schauspielschule. Anschließend trat er seine Wehrpflicht an und arbeitete dort drei Jahre lang als Leadsänger der Big Band der Bundeswehr.

### Karriere
Den Durchbruch schaffte Mark Keller 1989, als er Dean Martin in Die Rudi Carrell Show – Laß Dich überraschen imitierte. Nachdem er bei dem Wettbewerb der Sendung den 1. Platz erreichte, bekam er daraufhin die Rolle des Animateurs Christoph in der ARD-Serie Sterne des Südens, unter der Regie von Berengar Pfahl. Fünf Jahre (1990–1995) drehten sie in vielen Ländern und Mark Keller sang die Titelmelodie der beliebten Serie. 1992 und 1993 brachte er verschiedene CDs heraus.
Bekannt wurde Keller vor allem durch seine Rolle als Kommissar André Fux in der RTL-Actionserie Alarm für Cobra 11 – Die Autobahnpolizei. Im Jahr 2013 kehrte er für einen Pilotfilm zurück zur Serie. Weiterhin stand er von 1993 bis 1995 für die Krimireihe Tatort an der Seite von Manfred Krug vor der Kamera und wirkte als Haupt- oder Nebendarsteller in diversen Fernsehserien, wie beispielsweise Die Wache oder Hinter Gittern – Der Frauenknast mit.
Mit dem Kinofilm I love you baby gab Mark Keller im April 2000 sein Kinodebüt in einer Hauptrolle. Er und Jasmin Gerat spielten ein kleinkriminelles Pärchen, das vom großen Geld und Glück träumt. Weitere Filme mit Mark Keller waren u. a.: Schneesturm im Frühling (1995), Herzbeben, Zerschmetterte Träume (beide 1998), Ein Vater im Alleingang (1999), Jetzt oder nie – Zeit ist Geld (2000), Kleiner Mann sucht großes Herz, Liebe unter weißen Segeln (beide 2001), Novaks Ultimatum (2003), Barfuss (2005) sowie Kopf oder Zahl (2007 wo auch sein jüngerer Sohn Joshua mitspielt). Ebenfalls 2005 versuchte er sich mit dem ProSieben-Film Andersrum als Regisseur und Schauspieler gleichzeitig, zur Seite stand ihm hier Heiner Lauterbach. 2008 war er in Dekker & Adi – Wer bremst, verliert zusammen mit Kaya Yanar zu sehen, wobei auch sein jüngerer Sohn Joshua mitspielt, danach gemeinsam mit seinem älteren Sohn Aaron in der Til-Schweiger-Produktion 1½ Ritter – Auf der Suche nach der hinreißenden Herzelinde. Außerdem spielt er seit 2008 als Dr. Alexander Kahnweiler in einer festen Rolle im ZDF-Serienhit Der Bergdoktor mit.
In der am 25. Dezember 2014 ausgestrahlten Weihnachts-Show von Helene Fischer sang er im Duett mit ihr ein Movie-Medley. Gemeinsam interpretierten sie dabei Songs aus den Stücken „Frühstück bei Tiffany“, „Der Tolpatsch“, „Der Zauberer von Oz“ und anderen Highlights der Film-Geschichte.
Im Frühjahr 2022 nahm Keller an der sechsten Staffel von The Masked Singer als „Dornteufel“ bei ProSieben teil und wurde Zweiter. 2024 war er Teilnehmer in der 17. Staffel der RTL-Sendung Let’s Dance. Mit seiner Profi-Tanzpartnerin Kathrin Menzinger erreichte er den 6. Platz und schied durch Verletzung aus. Im Dezember 2024 war er in Stars in der Manege zu sehen.

## Privates
Mark Keller lebt in Überlingen. Er hat mit seiner Frau Tülin (⚭ 1992), die in den 2000er-Jahren an Parkinson erkrankte, die Söhne Aaron und Joshua, mit denen er TikTok-Videos dreht. Mit seiner Lebensgefährtin ist Keller seit 2012 liiert. Er hat zwei Halbbrüder. 2025 gab er bekannt, seit Längerem von seiner Frau Tülin geschieden zu sein.

## Filmografie

### Filme
- 1993: Tatort – Um Haus und Hof (Fernsehreihe)
- 1994: Tatort – Ein Wodka zuviel (Fernsehreihe)
- 1994: Tatort – Singvogel (Fernsehreihe)
- 1995: Schneesturm im Frühling (Fernsehfilm)
- 1995: Tatort – Tod eines Polizisten (Fernsehreihe)
- 1996: Rosamunde Pilcher: Schneesturm im Frühling (Fernsehreihe)
- 1998: Zerschmetterter Träume (Fernsehfilm)
- 1998: Herzbeben (Fernsehfilm)
- 1999: Liebe pur (Fernsehfilm)
- 1999: Ein Vater im Alleingang (Fernsehfilm)
- 2000: Jetzt oder nie – Zeit ist Geld
- 2000: I love you baby
- 2001: Liebe unter weißen Segeln (Fernsehfilm)
- 2001: Kleiner Mann sucht großes Herz (Fernsehfilm)
- 2003: Novaks Ultimatum (Fernsehfilm)
- 2004: Rosamunde Pilcher: Federn im Wind (Fernsehfilm)
- 2005: Andersrum (Fernsehfilm)
- 2005: Barfuss
- 2008: Dekker & Adi – Wer bremst verliert! (Fernsehfilm)
- 2008: 1½ Ritter – Auf der Suche nach der hinreißenden Herzelinde
- 2009: Kopf oder Zahl
- 2010: Liebling, lass uns scheiden
- 2012: Agent Ranjid rettet die Welt
- 2015: Einstein (Fernsehfilm)
- 2015: Zum Sterben zu früh
- 2017: Der gute Bulle
- 2022: Die Passion (Fernsehfilm)

### Fernsehserien
- 1990–1995: Sterne des Südens (in 42 Folgen)
- 1994–1995: Einsatz für Lohbeck
- 1996, 2013: SOKO 5113 (Folgen 12x09, 38x16)
- 1997–1999, 2013: Alarm für Cobra 11 – Die Autobahnpolizei (34 Folgen und 34x01)
- 2002: Im Namen des Gesetzes (Folge 7x01)
- 2003: Das Amt (Folge 7x05)
- 2003: Hinter Gittern – Der Frauenknast (5 Folgen)
- 2004, 2012: Ein Fall für zwei (Folgen 24x09, 31x10)
- 2006: Die Wache (Folge 12x07)
- seit 2008: Der Bergdoktor (Fernsehserie)
- 2012: Küstenwache (Folge 15x26)
- 2012: SOKO Köln (Folge 9x08)
- 2015: SOKO Leipzig (Folge 15x04)

## Diskografie

### Studioalben
- 1992: Mark Keller
- 2023: Mein kleines Glück
- 2025: Songs of My Life

### Singles
- 1993: Bel Ami
- 2000: You’ll Never Find (Another Love Like Mine)